# Protohermes montanus
Protohermes montanus är en insektsart som först beskrevs av Robert McLachlan 1869.
Protohermes montanus ingår i släktet Protohermes och familjen Corydalidae. Inga underarter finns listade i Catalogue of Life.